# 卧龙沟南湖
卧龙沟南湖是一个位于中国内蒙古自治区呼伦贝尔盟的盐湖，面积约为1.32平方千米，属于蒙新高原区。它的一级流域为内流区诸河，二级流域为呼伦贝尔内流区。